# 中川雅也
中川雅也（1963年11月4日—），藝名莉莉·弗蘭奇（日语： Riri Furanki），日本福岡縣小倉市（今北九州市）出生，是一名日本作家，演員，身兼插畫、音樂、攝影及唱片騎師等多職，為時尚創意人，在日本各大電視台及報紙都有專欄；在武藏野美術大學畢業。中川在作詞和作曲時有時候會使用「Elvis Woodstock」（エルヴィス・ウッドストック）的筆名，但在其他時候則只會使用「Lily Franky」名義活動。

## 經歷
中川在1994年開始在「PIA」雜誌上連載文章，並於2003年與福田和也、柳美里和坪内祐三共同創辦文學雜誌「en-taxi」。2005年，中川的長篇小說《東京鐵塔：我的母親父親》在「en-taxi」雜誌上連載，隨即被結集成單行本出版，並大受日本與華語區讀者歡迎。小說在日本銷量達250萬本，之後被翻譯成多種語言出版，中文版更已被翻印逾21次，也被拍成日劇及電影。中川在訪問中透露在寫這本書的時候，因為回憶起與已故母親的生活點滴而感到很傷心和痛苦，更稱「這種事絕對不會再做一次」，但是對於一個平凡的故事能夠感動那麼多人而感到光榮。
2009年，中川憑著《幸福的彼端》一片獲得了第51屆藍絲帶獎新人獎。藍絲帶新人獎多半是頒給剛踏入電影圈的新生代演員，但中川罕見地以45歲之齡成為了該獎項有史以來最高齢的得獎者。負責編寫電影劇本、故事原作和執導電影的導演橋口亮輔在當初寫完劇本後一直找不到適合的男主角人選，直至一年後讀了中川的《東京鐵塔》後才決定邀請他出演。協作製片人山上徹二郎更曾稱：「當這部片選定以Lily Franky（中川）和木村多江為主角時，事實上，這部電影已經完成了一半」 ，中川在收到邀請後也考慮了足足三個月才決定接受。
2013年，中川和福山雅治主演、且由名導演是枝裕和執導的電影《我的意外爸爸》獲得了日本票房冠軍。福山對於中川在片中的演技表示「十分佩服」，是枝裕和也讚賞他「演技太驚人」，「很多細節都是他自己掌握並能表現出來的。」

## 人物
- 很嗜睡，經常遲到，但他解釋是「為了能夠讓自己以最好的狀態進行活動」[10]。
- 喜歡說黃色笑話，福山雅治曾公開表示是中川的黃色笑話粉絲[11]，兩人私下也是好朋友[12]。

## 所屬團體
- TOKYO MOOD PUNKS（日语：TOKYO MOOD PUNKS）：搖滾樂隊，主音
- lilimeg（日语：リリメグ）：雙人音樂組合

## 參演作品

### 電影
- 盲獸vs一寸法師（日语：盲獣vs一寸法師）（2004年3月、石井輝男製作）－ 飾演 小林紋三（主演）
- 怪奇!!幽靈小吃突襲!（日语：怪奇!!幽霊スナック殴り込み!）（2005年、男之墓場製作）
- 歡喜之歌（日语：歓喜の歌 (落語)）（2008年2月、cinequanon（日语：シネカノン））－ 飾演 小吃常客
- 幸福的彼端（日语：ぐるりのこと。）（2008年6月、Bitters End）
- 基拉拉的逆襲 洞爺湖最高級會議危機一髮（2008年7月、Tornado Film）
- 嫌疑犯X的獻身（2008年10月、東寶）－ 友情演出業餘棒球的督導員
- 色欲世代（日语：色即ぜねれいしょん）（2009年8月、Style Jam）－ 飾演 父親
- 敏行快跑（2010年1月、Phantom Film（日语：ファントム・フィルム））－ 飾演 齋田產業社長
- 草食男の桃花期（2011年9月、東宝）－ 飾演 墨田卓也
- 高校痞子田中（日语：アフロ田中シリーズ）（2012年2月、SHOWGATE（日语：ショウゲート））－ 飾演 旭工務店社長
- 黃色大象（2013年2月、富士電視台）－ 飾演 夏目
- 凶惡（日语：凶悪 (映画)）（2013年9月、日活）－ 飾演 木村孝雄
- 我的意外爸爸（2013年9月、 ）－ 飾演 齋木雄大
- （2014年1月、富士電視台）－ 飾演 鏡先生
- 要聽神明的話（2014年11月、東寶）－ 飾演 無家可歸者
- 廁所裡的聖殤（日语：トイレのピエタ）（2015年6月、松竹） － 飾演 橫田
- 海街日記（2015年6月、東宝）－ 飾演 福田仙一
- 野火（2015年7月、海獣Theater）
- 爆漫王。（2015年10月、東宝）－ 飾演 佐佐木尚[13]
- 拾貝人（シェル・コレクター，2016年2月、ビターズ・エンド）－ 飾演 盲目的貝類学者（主演）[14]
- 比海更深（2016年5月、GAGA（日语：ギャガ）） － 飾演 山辺康一郎
- 二重生活（日语：二重生活 (小池真理子)）（2016年6月）－ 飾演 篠原教授[15][16]
- 秘密 THE TOP SECRET（2016年8月）－ 飾演 斎藤純一郎
- 父親與伊藤先生（お父さんと伊藤さん，2016年）－ 飾演 伊藤[17]
- SCOOP!（2016年秋）－ 飾演 チャラ源[18]
- 聖の青春（2016年11月19日）－ 飾演 森信雄
- 美しい星（2017年5月、監督：吉田大八） － 飾演 大杉重一郎（主演）
- 奥田民生になりたいボーイと出会う男すべて狂わせるガール（2017年）－ 飾演 倖田シュウ
- 一茶（2017年）－ 飾演 小林一茶（主演）
- 小偷家族（2018年6月8日、監督：是枝裕和、配給：GAGA） － 飾演 柴田治（主演）
- 錯視畫的利牙（2021年3月26日、監督：吉田大八、配給：松竹）－ 飾演 神秘男子
- 電影之神（2021年8月6日、監督：山田洋次、配給：松竹）－ 飾演 出水宏
- 鳩的擊退法（日语：鳩の撃退法）（2021年8月27日、監督：タカハタ秀太、配給：松竹）－ 飾演 まえだ
- 那天， 直到做好咖哩飯（日语：その日、カレーライスができるまで）（2021年9月3日、監督：清水康彦、配給：AEON ENTERTAINMENT）－ 飾演 健一（主演）
- 前科者（2022年1月28日、監督：岸善幸、配給：日活）－ 飾演 遠山史雄
- 餘命10年（日语：余命10年）（2022年3月4日、配給：日本華納影業）－ 飾演 梶原玄
- 我是千尋（日语：ちひろさん）（2023年2月23日、監督：今泉力哉）－ 飾演 内海
- BAD CITY（日语：BAD CITY）（2023年1月20日、監督：園村健介、配給：澀谷製作）－ 飾演 五条亘
- Undercurrent（日语：アンダーカレント）（2023年10月6日、監督：今泉力哉、配給：KADOKAWA）－ 飾演 山崎道夫
- 類比（日语：アナログ (小説)）（2023年10月6日、監督：タカハタ秀太、配給：ASMIK ACE、東寶）－ 飾演 田宮
- Cottontail（日语：コットンテール）（2024年3月1日、監督：パトリック・ディキンソン、配給：ロングライド）－ 飾演 兼三郎
- 哈爾濱 （2025、監督：禹民鎬）-飾演 伊藤博文

### 電視劇
- Code Blue救護直升機醫生 第二季（2010年1月、富士電視台）－ 飾演 蓝泽诚次
- 大河劇（NHK）
  - 龍馬傳（2010年）－ 飾演 河田小龍
  - 韋馱天～東京奧運故事～（2019年）－ 飾演 緒方竹虎
  - 怎麼辦家康（2023年）－ 飾演 久松長家
- 草食男の桃花期（2010年、東京電視台）－ 飾演 墨田
- 深夜食堂2 大結局「餃子」（2011年12月、毎日放送）－ 飾演 村田
- 幸運7人組 第2集（2012年1月、富士電視台）－ 飾演 佐佐岡
- 命運之人 大結局（2012年3月18日、TBS）－ 飾演 我樂政規
- 搖滾大廚 第10集（2012年3月13日、關西電視台）－ 飾演 客人
- 倒數第二次戀愛 特別篇（2012年11月2日、富士電視台）－ 飾演 灰田守
- 蜜愛莉諾柏木 第6 - 8集（2013年、東京電視台）－ 飾演 本人
- 女子高警察（日语：女子高警察） （2013年10月27日－2014年3月16日、富士電視台）－ 飾演 下田J太郎
- 55歳開始的Hello Life（日语：55歳からのハローライフ） 第一集「露營車」（キャンピングカー）（2014年6月14日、NHK）
- 贖罪的奏鳴曲（日语：贖罪の奏鳴曲）（2015年1月 - 2月、WOWOW）－ 飾演 渡瀬 役
- 晶體管收音機（トランジスタ･ラジオ，2015年5月3日、NHK BS Premium）－ 飾演 坂口雅彦（現代）
- 戀愛共鳴（2015年6月24日、富士電視台）－ 旁白
- 洞窟叔叔（日语：洞窟おじさん）（2015年7月20日、NHK BS Premium）－ 飾演 加山一馬（主演）
- 馬路須加學園5 第6集（2015年、日本電視台、Hulu）－ 飾演 明智博臣
- 我們仍未知道那天所看見的花名。（2015年9月21日、富士電視台）－ 飾演 藤吉謙一[19]
- 紅鏘魚（2015年12月28日、TBS）－ 飾演 林修一[20]
- 銀與金（日语：銀と金）（2017年1月 - 3月、東京電視台）－ 飾演 平井銀二
- 她們的百萬元（2017年、東京電視台）－ 飾演 道間達之
- 偵探物語（2017年、TBS）－ 飾演 南
- 瑟西爾的企圖（2017年、富士電視台）－ 飾演 南城彰
- 刑警弓神 第5集（2017年11月9日、富士電視台）
- 都廳爆破!（日语：都庁爆破!）（2018年1月2日、TBS）－ 飾演 御園朔太郎
- 兩個祖國（日语：二つの祖国）（2019年3月23・24日、東京電視台）－ 飾演 廣田弘毅
- 離婚的二人（日语：離婚なふたり）（2019年4月5日・12日、朝日電視台）－ 飾演 野田隆介（主演）
- 連續電視小說（NHK）
  - 夏空（2019年）－ 飾演 茂木一貞
  - 御飯糰（2024年） - 旁白
- 共演NG（2020年、東京電視台）－ 飾演 マーク野本
- 七人的秘書 第6集（2020年11月26日、朝日電視台）－ 飾演 白鳥六郎
- 漂流者（2021年、朝日電視台）－ 飾演 深見龍之介
- 慢行列車（日语：スロウトレイン）（2025年、TBS）－ 飾演 二階堂克己
- 誰看見了孔雀在跳舞？（2025年、TBS）－ 飾演 山下春生

### 電視節目
- 三宅裕司的活力樂團天國（日语：三宅裕司のいかすバンド天国）（1989年－1990年、TBS）
- 真劍10代講場（日语：真剣10代しゃべり場）（2000年1月17日、NHK教育）
- 稻垣藝術館（2000年4月－9月、富士電視台）隔週播放的「藝術之回」中出演
- Cocoriko奇蹟類型（日语：ココリコミラクルタイプ）（2001年4月－2007年9月、富士電視台）常規出演
- 快餐咖啡店伊甸園（2012年10月21日－、富士電視台）－ 常規出演
- AKB映像中心（2013年4月22日－9月29日、富士電視台）－ 講評來賓
- Sound Room（日语：Sound Room）（2013年11月11日－、TBS）MC
- The Covers（2014年3月31日－、NHK BS Premium）MC
- Wonderful Life（日语：ワンダフルライフ (バラエティー番組)）（2014年4月20日－、富士電視台）MC

### 網路劇集
- 藤子（2015年11月13日、全6話、Hulu）－ 飾演 水谷編集長[21]
- CROW'S BLOOD（2016年7月23日 - 8月27日、全6話、Hulu）－ 飾演 葬儀屋（殯葬業者）
- AV帝王（2019年8月8日、Netflix）－ 飾演 武井道郎
- AV帝王2（2021年6月24日、Netflix）－ 飾演 武井道郎
- 檜山健太郎的懷孕（2022年4月21日、全8話、Netflix）
- 舞伎家的料理人（2023年1月12日、全9話、Netflix）－ 飾演 蓮
- 地面師（2024年、Netflix）－ 飾演 辰（搜查二課警官）

### 舞台劇
- Crazy Honey（クレイジーハニー）（2011年8月5日－8月28日，PARCO劇場（日语：PARCO劇場））
- 剝線鉗物語（ストリッパー物語）（2013年7月10日－7月28日，東京藝術劇場）

### 動畫
- （1999年10月－、WOWOW、AXN）－ 聲演 耶穌
- 雜燴君（日语：おでんくん）（NHK教育《天才比特君（日语：天才ビットくん）》內放送、2005年4月－2007年3月）－ 原作
- 加油！雜燴君（TOKYO MX、2013年1月－）－ 原作

### 劇場版動畫
- 怪物的孩子（2015年7月11日，東寶）－ 聲演 百秋坊

### 漫畫
- 黑輪君（日语：おでんくん）（2001年，小学館） - 原作

### PV
- 森高千里「Rock'n Omelette」（ロックン・オムレツ）（動畫製作、1994年）
- 高野賴子「其實呢」（ほんとはね。）（出演、2002年）
- KUMACHI（日语：KUMACHI）「優」（動畫製作、2003年）
- lilimeg（日语：リリメグ）「晚安」（おやすみ）（與安惠（日语：安めぐみ）一同出演，製作、2006年）
- Captain Straydum（日语：キャプテンストライダム）「Boogie Night Fever」（出演、2009年）
- 齊藤和義「一直喜歡你（日语：ずっと好きだった）」（出演、2010年）
- 齊藤和義「想要變得溫柔」（出演、2011年）

### DVD
- 月刊Tsugumi 閃耀的花之女（赫い花の女）（監督，脚本、2004年、E-NET FRONTIER（日语：イーネット・フロンティア））

### 插圖、攝影
- DefSTAR Records 平井堅 BEST「平井堅-愛歌成痴十年完全精選」（2005年11月、封面照片）
- H.C.櫪木日光（日语：日光アイスバックス） 2008年至2009年賽季吉祥物插圖手繪
- SCANDAL 「OVER DRIVE」（2005年11月、封面設計）

## 主要著書
- 女人的生活方式（女子の生きざま）（1997年、文化社（日语：ぶんか社））
- 誰也不知道名言集（誰も知らない名言集）（1998年、情報中心出版局）
- 美女和野球（美女と野球）（1998年、河出書房新社）
- 日本的各位再見（日本のみなさんさようなら）（1999年、情報中心出版局）
- 美（以「日本美女選別家協会」名義出版，2001年、小学館）
- 黑輪君（日语：おでんくん）（繪本，2001年、小学館）
- 黑輪君2（繪本，2002年、小学館）
- 莉莉&南斯的小點心（リリー&ナンシーの小さなスナック）（與關直美（日语：ナンシー関）共著，2002年、文藝春秋）
- 為了誰撕碎的人（ボロボロになった人へ）（2003年、幻冬舎）
- 毒蛇anan（マムシのanan）（2003年、雜誌屋）
- 東京鐵塔：我的母親父親（2005年、扶桑社）
- Ekoramu（エコラム）（2010年、雜誌屋）

## 得獎
2006
- 書店大獎 冠軍（東京鐵塔：我的母親父親）
- 2006年日本全国十大畅销书 第一名（東京鐵塔：我的母親父親）
- 第35屆最佳衣著獎（日语：ベストドレッサー賞）（学術・文化部門）
- GQ MEN OF THE YEAR 2006

2008年
- 第51屆藍絲帶獎 新人獎（幸福的彼端（日语：ぐるりのこと。））
- 第18屆日本電影評論家大獎 新人獎（幸福的彼端）[22]

2013年
- 第26屆日刊體育電影大獎 最佳男配角（凶惡（日语：凶悪 (映画)）、我的意外爸爸）[23]
- 第87屆電影旬報十佳獎 最佳男配角（凶惡、我的意外爸爸）
- 第37屆日本電影金像獎 最佳男配角（我的意外爸爸）[24]
- 第37屆日本電影金像獎 優秀男配角（凶惡）
- 第35屆橫濱電影節 最佳男配角（凶惡、我的意外爸爸）
- 第6屆伊丹十三獎（凶惡、我的意外爸爸）[25]
- 第23屆日本電影評論家大獎 優秀男配角（凶惡、我的意外爸爸）

2015年
- 第28屆東京國際電影節 ARIGATO獎[26]

2016年度
- 第40屆日本電影學院獎 優秀助演男優賞（SCOOP!）
- 第59届藍絲帶獎 助演男優賞（SCOOP!、聖の青春等）

2018年度
- GQ MEN OF THE YEAR 2018 アクター・オブ・ザ・イヤー賞
- 第42屆日本電影學院獎 優秀主演男優賞（小偷家族）
- 第28界東京スポーツ映画大賞 主演男優賞（小偷家族）

## 外部連結
- 中川雅也個人網站「ROCK 'N' ROLL NEWS」（页面存档备份，存于）
- lilimeg 官方網站（页面存档备份，存于）
- J-WAVE 網誌「NIGHT STORIES」星期四（页面存档备份，存于）
- 電影「青春是溫柔與殘酷」網站 Lily Franky 個人介紹
- 中川雅也在互联网电影资料库（IMDb）上的資料（英文）